# ورنون آلات
ورنون آلات (انگلیسی: Vernon Allatt؛ زادهٔ ۲۸ مهٔ ۱۹۵۹) بازیکن فوتبال اهل بریتانیا است.
از باشگاه‌هایی که در آن بازی کرده است می‌توان به باشگاه فوتبال روچدیل، باشگاه فوتبال استوک‌پورت کانتی، باشگاه فوتبال پرستون نورث اند، و باشگاه فوتبال کرو آلکساندرا اشاره کرد.